# فؤاد الكبسي
فؤاد عبد الله هاشم الكبسي فنان يمني، من مواليد صنعاء عام 1961م.

## أسرته
ينتمي لأسرة معروفة بالعلم والأدب واهتمامها بالفنون، والده عبد الله هاشم الكبسي، يعتبر واحداً من أهم الشعراء الغنائيين والسياسيين البارزين في اليمن.

## النشأة
بدء تعلم الغناء والتلحين منذ نعومة أظافره على يد والده وكذلك كبار الفنانين اليمنيين (السنيدار، الآنسي، الحارثي) الذين أدوا الكثير من أشعار وألحان والده، درس التعليم الأساسي والثانوي في مدارس صنعاء وتخرج من كلية التجارة من جامعة صنعاء بالإضافة إلى دراسته لعلوم القرآن والفقه والنحو والصرف، ولم يبلغ العشرين من عمره إلا وقد قدم الكثير من الألحان العاطفية والوطنية الخاصة به.

## المشاركات
مثل اليمن في العديد من المهرجانات في عدد من الدول كالكويت والمملكة العربية السعودية (مهرجان نجران ومهرجان عكاظ ومهرجان أبها الفني)، وقطر (مهرجانات سوق واقف الثقافية)، وجمهورية مصر العربية، والإمارات العربية المتحدة، كما شارك أيضاً في العديد من الاحتفالات الوطنية لبعض الدول العربية كممثلٍ عن اليمن.